# Melzer Verlag
Der Melzer Verlag war ein deutscher Buchverlag mit Sitz in Köln und später in Darmstadt. Das 1958 von Joseph Melzer gegründete Familienunternehmen war zunächst auf Judaica spezialisiert, wandte sich ab 1967 aus finanziellen Gründen jedoch der erotischen Literatur zu. Nach einer Neugründung lag der Schwerpunkt unter Führung von Abraham Melzer bis zur endgültigen Schließung 2012 im politischen Sachbuchbereich.

## Geschichte

### Gründung durch Joseph Melzer
Gegründet wurde der Buchverlag von Joseph Melzer (1907–1984), einem aus Galizien stammenden Juden, der nach dem Ersten Weltkrieg nach Berlin ausgewandert war und dort unter anderem die kurzlebige Zeitschrift Die freie jüdische Monatsschau herausgegeben hatte, und in Berlin, Frankfurt, Tel Aviv, Jerusalem und Paris im Buchhandel gearbeitet hatte. Den Ausbruch des Zweiten Weltkrieges erlebte Melzer, der polnischer Staatsbürger war, in Warschau. Auf der Flucht vor den Nationalsozialisten wurde er von den sowjetischen Streitkräften der Spionage bezichtigt und für zwei Jahre nach Sibirien verschleppt, von wo er über Samarqand nach Haifa gelangte und als Buchhändler tätig war. Aus Ablehnung gegenüber den Zionisten kehrte er jedoch nach Deutschland zurück und gründete 1958 in Köln den Joseph Melzer Verlag, um der deutschen Leserschaft die von den Nationalsozialisten bis 1945 verbotenen Bücher, u. a. jüdische Geschichte und Philosophie wieder zugänglich zu machen.
1962 kamen Schriften des Frühsozialisten Moses Hess heraus. 1963 verlegte Melzer Martin Bubers „Der Jude und sein Judentum“. 1966 zog der Joseph Melzer Verlag nach Darmstadt um. Jörg Schröder veröffentlichte 1966 Victor Klemperers LTI sowie den Beat- und Black-Power-Aktivisten LeRoi Jones. 1967 folgte mit großem Erfolg die erste deutschsprachige Ausgabe der Geschichte der O, ein erotischer Roman von Anne Desclos. Das damalige Risiko der Veröffentlichung des als pornografisch geltenden Romans wurde bewusst eingegangen, um einem drohenden Konkurs zu entgehen.

### Übernahme durch Abraham Melzer
Melzers Sohn Abraham trat 1970 in das Familienunternehmen ein und zeichnete für die Programmgestaltung mitverantwortlich, nachdem sich sein Vater im Unfrieden von Schröder getrennt hatte. Zunächst konnte man von der damaligen Pornografiewelle auf dem Buchmarkt profitieren und veröffentlichte weitere erotische Literatur. Nach deren Abebben ging der unter der als Einzelfirma geführte Joseph Melzer Verlag allerdings 1971 in Konkurs.
Ab 1972 führte Joseph Melzer den Betrieb als Melzer Verlag GmbH fort, schied dort aber 1974 als Geschäftsführer aus. 1979 wurde die Gesellschaft wegen Vermögenslosigkeit gelöscht. Im gleichen Jahr gründete Abraham Melzer unter dem Firmennamen Abi Melzer Verlag GmbH den Buchverlag neu. Mit einer Umfirmierung 1982 in Weiss Verlag GmbH schied er als Geschäftsführer aus, war dann aber von 1986 bis 1987 und von 1988 bis zur Löschung wegen Vermögenslosigkeit 1991 erneut Geschäftsführer. Bereits 1976 gründete Abraham Melzer die Abi Melzer Productions GmbH, die 1990 wegen Vermögenslosigkeit gelöscht wurde. Abraham Melzer betätigte sich in der Folge als Buchproduzent für Verlage wie Fourier, Parkland und Weltbild.

### Zeitschrift SEMIT
1988 gründete Abraham Melzer die politische Zeitschrift SEMIT, die bis 1992 unregelmäßig erschien und 2012 eingestellt wurde. Als Mitherausgeber firmierte Oswald LeWinter.

### Verlagsneugründung 2001
Den inhaltlichen Schwerpunkt der Zeitschrift bildeten jüdische und israelische Themen. Ihr politisches Profil war durch dezidierte Opposition zur israelischen Regierungspolitik geprägt. Die Programmatik von SEMIT bestimmte auch die Ausrichtung des 2001 neu gegründeten Melzer Verlages, dessen Programm sich in erster Linie aus jüdischen Themen mit den Schwerpunkten Nahostkonflikt, israelische Literatur, jüdische Kunst, politisches Sachbuch und Judaica zusammensetzte. Der Untertitel Das andere jüdische Programm war als Hinweis auf den kritischen Anspruch des Verlegers zu verstehen. Dieser stieß insbesondere im deutschen Judentum nicht auf ungeteilten Zuspruch – selbst seine Mutter Miriam schrieb: „Abi, das sind schlimme Lügen, warum tust Du das?“
Ergänzt wurde das Programm durch ein populäres Angebot an Romanen, Sachbüchern und, zuletzt, Fotobänden wie dem im Juli 2006 erschienenen Bildband zum Leben Romy Schneiders. Produktionen für andere Verlage waren das zweite Standbein des Melzer Verlags, zu den bereits erwähnten Kunden kamen noch Parragon und Zweitausendeins hinzu.
Abraham Melzer ist auch als Übersetzer tätig und hat zuletzt eine Heinrich-Heine-Biographie des israelischen Publizisten Yigal Lossin aus dem Hebräischen ins Deutsche übertragen und verlegt. Zu den Autoren des Verlags zählten unter anderem der Cap Anamur-Gründer Rupert Neudeck („Ich will nicht mehr schweigen“ über die Mauer zum Westjordanland) und der israelische Journalist Gideon Levy (Ha'aretz). Mit Übersetzungen von in Deutschland weniger bekannten, aber wichtigen israelischen Autoren wie Ehud Ben-Ezer wollte der Verlag die Wahrnehmung der Leser für Differenzen und Nuancen schärfen.
2003 übernahm der Verlag das umstrittene Buch Nach dem Terror. Ein Traktat des kanadischen Philosophen Ted Honderich, das neu übersetzt wurde, nachdem Suhrkamp dessen Veröffentlichung wegen Antisemitismus-Vorwürfen gegen den Autor eingestellt hatte.
2005 veröffentlichte der Verlag Das Ende des Judentums: Persönliche Betrachtungen über Judentum, Holocaust und Israel von Hajo G. Meyer, einem Überlebenden des Konzentrationslagers Auschwitz. Um dieses Buch, das in essayistischer Weise und mit autobiographischen Anklängen den „moralischen Verfall der heutigen israelischen Gesellschaft“ behandelt und dabei auch den Holocaust als eine „Laune der Geschichte“ bezeichnet, über eine zukünftige Absicht der Juden auf die Weltherrschaft spekuliert und die israelische Politik mehrfach mit der der Nationalsozialisten vergleicht, entspann sich ein medienwirksamer Rechtsstreit mit dem Publizisten Henryk M. Broder, in dem dieser gegen Abraham Melzer und Hajo Meyer durchsetzte, ihnen Antisemitismus vorwerfen zu dürfen:

„Er darf beide ‚Kapazitäten für angewandte Judäophobie‘ nennen und erklären, sie hätten ‚den Adolf gemacht‘. Nur die Äußerung Melzer fülle eine Lücke mit ‚braunem Dreck‘, wurde ihm untersagt.“

Im März 2010 erschien im Melzer Verlag der Goldstone-Bericht über den Gaza-Krieg.
2012 stellte der Verlag seinen Betrieb endgültig ein. Melzer betreibt seit 2014 unter der alten Domain des gleichfalls eingestellten Magazins SEMIT einen Blog (der-semit.de) und veröffentlichte 2015 das Buch Merkel erwache! ISRAEL VOR GERICHT im Zambon-Verlag.
2016 gründete Melzer den Cosmics Verlag, da „der Name Melzer Verlag zu sehr mit dem alleinigen Thema Palästina-Konflikt belastet“ ist und er auch andere lesenswerte Bücher herausbringen will.